# Operação Strafgericht
A Operação Strafgericht (em português: Operação Retribuição), também conhecida por Operação Punição, foi uma operação militar alemã realizada pela Luftwaffe em Abril de 1941, na qual a cidade de Belgrado, capital do Reino da Jugoslávia, foi bombardeada. Este evento ocorreu nos primeiros dias da invasão da Jugoslávia pelas forças do eixo.
A operação começou no dia 6 de Abril e foi concluída entre o dia 7 e 8 de Abril, resultando na paralisação dos comandos militares e civis da Jugoslávia, na destruição em grande escala do centro da cidade e em muitas baixas humanas. O bombardeamento de Belgrado foi precedido por uma invasão terrestre horas antes, e coincidiu com um ataque em grande escala contra os aeródromos da Real Força Aérea Jugoslava e outros alvos estratégicos por todo o território jugoslavo.
Mais tarde, a Real Força Aérea levou a cabo dois bombardeamentos em Sófia, a capital da Bulgária, em retaliação pelos ataques na Jugoslávia. A invasão resultou na rendição das forças da Jugoslávia no dia 17 de Abril. O oficial da Luftwaffe responsável pelos bombardeamentos foi capturado pelos jugoslavos no final da Segunda Guerra Mundial; depois de julgado por crimes de guerra, foi executado, em grande parte pelo envolvimento no bombardeamento de Belgrado.

## Antecedentes
Depois da união entre a Alemanha e a Áustria em 1938, a Jugoslávia tinha desde então uma fronteira com o III Reich; com o passar do tempo, vários países que também partilhavam fronteira com a Jugoslávia começaram a alinhar-se a favor da Alemanha, o que exerceu uma pressão no estado jugoslavo. Em Abril de 1939 a Jugoslávia ganhou uma segunda fronteira com o Reino da Itália, depois de os italianos invadirem a Albânia. Entre Setembro e Novembro de 1940, a Hungria juntou-se ao Pacto Tripartite, a Itália invadiu a Grécia e a Roménia também juntou-se ao pacto. A partir desta altura, a Jugoslávia estava quase na sua totalidade cercada por países pró-Alemanha, e a sua postura neutra ficou sob pressão. No dia 14 de Fevereiro de 1941 Adolf Hitler convidou o primeiro-ministro jugoslavo Dragiša Cvetković e o seu ministro dos negócios estrangeiros Aleksandar Cincar-Marković para Berchtesgaden, e fez um pedido para que a Jugoslávia se junta ao pacto. Duas semanas mais tarde, a Bulgária juntou-se ao grupo de aliados da Alemanha. No dia seguinte, as tropas alemãs entraram amigavelmente na Bulgária através da Roménia, o que criou um anel à volta da Jugoslávia.
Mais tarde Hitler voltou a exercer pressão, no dia 4 de Março de 1941, quando o regente da Jugoslávia, o Príncipe Paulo, visitou Berchtesgaden, contudo o príncipe não deu certeza de nada. No dia 6 de Março, a Real Força Aérea Jugoslava foi secretamente mobilizada, e no dia seguinte tropas britânicas começaram a desembarcar na Grécia para ajudar na defesa do aliado balcã contra os italianos. A força aérea jugoslava começou a dispersar-se por uma série de aeródromos auxiliares no dia 12 de Março, movimentação esta que foi concluída por volta de 20 de Março. Hitler, com intenção de segurar o flanco sul da invasão da União Soviética, exigiu que a Jugoslávia se juntasse ao pacto, exigência esta que acabou por ser aceite pelo governo jugoslavo no dia 25 de Março de 1941. Dois dias mais tarde, um golpe de estado foi orquestrado por um grupo de militares da força aérea jugoslava e da guarda real, liderados pelo brigadeiro-general Borivoj Mirković. O príncipe Paulo foi deposto e substituído pelo rei Pedro II de 17 anos, que rapidamente foi declarado com idade suficiente para governar.
No mesmo dia que o golpe de estado na Jugoslávia, Hitler emitiu a Directiva 25, que declarava que o golpe de estado havia alterado a situação política dos balcãs. Ele declarou também que "mesmo que a Jugoslávia declarasse lealdade à Alemanha, que seria declarada como uma ameaça ao estado alemão e, por isso, deveria ser destruída tão depressa quando possível. Depois do golpe, aviões de reconhecimento aéreo alemães violaram o espaço aéreo jugoslavo, o que meteu a força aérea jugoslava em constante alerta. As incursões alemãs revelaram também que a rede de observação terrestre e a rede de comunicações rádio da Jugoslávia era inadequada para actuar contra os alemães.

## Bombardeamento

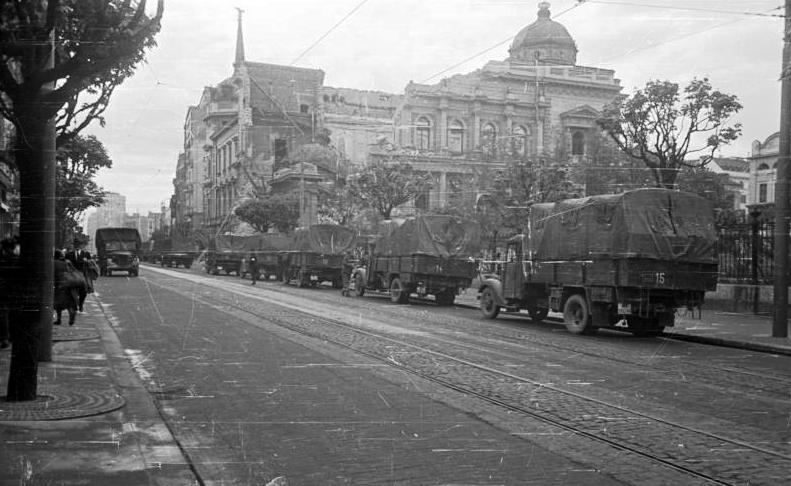
O já danificado Velho Palácio no centro de Belgrado. Os palácios reais localizados no centro e no sul da cidade estavam entre os alvos da Luftwaffe durante a primeira onda de ataques do dia 6 de Abril de 1941

Hitler decidiu que Belgrado deveria ser bombardeada como punição pelo golpe de estado realizado contra o governo que havia assinado o pacto, e esta operação punitiva teria o nome de código Operação Punição (em alemão:  Unternehmen Strafgericht). No dia 27 e 28 de Março de 1941, o Reichsmarschall Hermann Göring transferiu cerca de 500 caças e bombardeiros da França e do Norte da Alemanha para bases aéreas próximas à fronteira com a Jugoslávia. O comandante da Luftflotte IV, o Generaloberst Alexander Löhr, organizou as aeronaves para atacarem a capital jugoslava em dois turnos, de dia e de noite. Löhr emitiu as suas ordens para bombardear no dia 31 de Março, contudo esta ordem só recebeu o aval de Hitler no dia 5 de Abril. Embora Hitler tenha ordenado a destruição de Belgrado, Löhr substituiu esta ordem por várias direcções com alvos militares específicos no último minuto antes de se atacar a cidade. No dia 3 de Abril, o Major Vladimir Kren da força aérea jugoslava desertou para o lado dos alemães, pilotando um Potez 25 até Graz, no III Reich, entregando às forças alemãs documentos que continham a localização de muitos aeródromos dispersos e dos códigos usados pela força aérea jugoslava, que teve de ser rapidamente substituído. Na tarde do dia 5 de Abril, um coronel britânico visitou Mirković num aeródromo em Zemun e confirmou que o ataque contra Belgrado teria início às 06:30 da manhã seguinte.
As forças terrestres alemãs atravessaram a fronteira às 05:15 no dia 6 de Abril, e o Ministro da Propaganda do Reich, o Reichsleiter Joseph Goebbels, anunciou a declaração de guerra às 06:00. As defesas antiaéreas jugoslavas accionaram um falso alarme quando reportaram a aproximação de um ataque aéreo vindo do espaço aéreo da Roménia às 03:00, apesar de alguns postos de vigia na fronteira com a Roménia terem detectado o Fliegerführer Arad a aquecer as aeronaves antes de elas descolarem. O 51º Grupo de Caça da força aérea jugoslava, baseada em Zemun, foi alertada antes do nascer do sol, e quando começaram a chegar os primeiros relatórios dos ataques da Luftwaffe contra os aeródromos, a primeira patrulha de caças foi enviada contra os alemães. Nestas primeiras horas, não se via nenhuma aeronave alemã a voar em direcção a Belgrado.
A primeira onda de ataques contra Belgrado aproximou-se de Belgrado às 06:45, e consistia em 74 bombardeiros de mergulho Junkers Ju 87 e 160 bombardeiros Heinkel He 111 e Dornier Do 17. Estes eram escoltados por caças-pesados Messerschmitt Bf 110 e 100 caças monolugar Messerschmitt Bf 109. Toda a 6ª Brigada de Caças da força aérea jugoslava, que consistia no 51º Grupo de Caça em Zemun e no 32º Grupo de Caça em Prnjavor, com uma força total de 29 caças Messerschmitt Bf 109 e 5 caças Rogožarski IK-3, foi empenada para interceptar os alemães. Os jugoslavos foram rápidos a interceptar os caças de escolta alemães, que pertenciam à Jagdgeschwader 77 (JG 77). Depois de a primeira onda de aviões inimigos começar a voltar para trás, caças Hawker Hurricane do 52º Grupo de Caça da 2ª Brigada de Caça, baseada em Knić, chegaram a Belgrado e atacaram alguns bombardeiros de mergulho, conseguindo abater pelo menos um. Durante o primeiro ataque a Belgrado, os jugoslavos declararam ter abatido 15 aeronaves alemãs, enquanto perderam 5 aviões mais 6 seriamente danificados. Já os pilotos da JG 77 declararam ter abatido 10 aparelhos jugoslavos mais 6 destruídos no solo. Quando regressou à base, o comandante do 51º Grupo de Caça foi dispensado de serviço pela incapacidade em realizar alguma acção contra os alemães.

A segunda onda de ataques contra Belgrado chegou ao local por volta das 10:00, e consistia em 54 bombardeiros de mergulho Junkers Ju 87 e 30 caças Messerschmitt Bf 109. Estes foram recebidos pelos últimos 15 caças que sobravam da 6ª Brigada de Caças. Desta vez, os jugoslavos declararam ter abatido dois bombardeiros e um caça; além destes, dois pilotos jugoslavos, cada um num Bf 109 do 31º Grupo de Caça, baseado em Kragujevac, agindo sem qualquer ordem do seu comandante de grupo, decidiram seguir os alemães enquanto estes regressavam às suas bases, tendo abatido mais dois bombardeiros de mergulho apesar de perderem os seus próprios aparelhos. Mais dois ataques contra Belgrado foram realizados no primeiro dia da invasão. A terceira onda de ataques ocorreu às 14:00, para a qual foi empenhada uma força de 94 bombardeiros bimotores que descolaram de bases aéreas perto de Viena, escoltados por 60 caças. Este ataque foi recebido por dezasseis caças do 6º Regimento de Caças, que conseguiram abater quatro aeronaves alemãs. O quarto ataque contra a capital deu-se às 16:00, com uma força de 97 bombardeiros de mergulho e 60 caças.

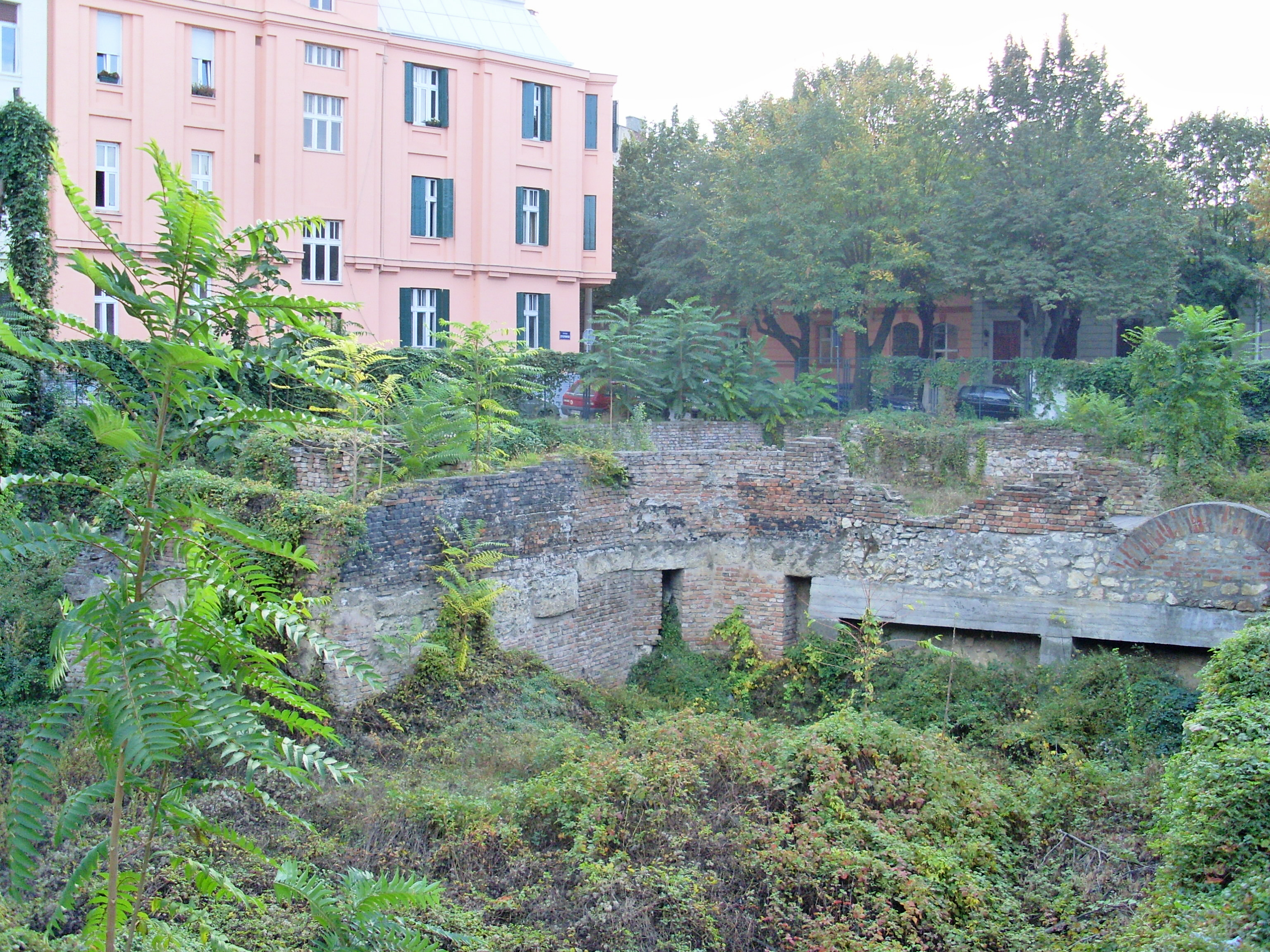
Uma fotografia de 2008 do local onde se localizava a Biblioteca Nacional da Sérvia, bombardeada no dia 6 de Abril de 1941

Os grupos alemães que atacaram Belgrado declararam que no dia 6 de Abril cerca de 19 caças Bf 109 jugoslavos destruídos e quatro aeronaves não-identificadas destruídas. Contudo, mais tarde confirmou-se que as perdas jugoslavas neste primeiro dia foram de 10 aeronaves abatidas e 15 danificadas. Os jugoslavos declararam ter abatido 22 aeronaves alemãs e forçado mais duas a aterrar, contudo também os alemães perderam menos aeronaves que o declarado pelo inimigo; um total de doze aeronaves: dois Do 17, cinco Bf 110, quatro Ju 87 e um Bf 109. Um piloto da Luftwaffe obteve a sua primeira vitória nesta batalha, o Oberleutnant Gerhard Koall da Jagdgeschwader 54, que mais tarde ao longo da sua carreira viria a abater um total de 37 aeronaves e viria a ser condecorado com a Cruz de Cavaleiro da Cruz de Ferro em 1944.
No total, os bombardeiros convencionais e os bombardeiros de mergulho lançaram entre 200 a 300 toneladas de bombas e bombas incendiárias contra a capital. A fraca Real Força Aérea Jugoslava, juntamente com um sistema de defesa antiaérea inadequado para fazer frente a uma força deste tamanho, tentaram enquanto conseguiram combater a Luftwaffe, contudo ambas as defesas jugoslavas foram eliminadas logo na primeira onda de ataques. No entanto, diversas fontes apresentam vários resultados sobre a batalha. Um estudo o Exército dos Estados Unidos publicado em 1953 alega que a Luftwaffe perdeu duas aeronaves, abateu vinte aeronaves inimigas e destruiu mais 44 no solo. O historiador Daniel L. Zajac escreveu que os alemães perderam 40 aeronaves duas os dois dias de batalhas aéreas. Outra fonte indica que os alemães perderam 14 aeronaves no dia 6 de Abril. Apesar disto, todos concordam que os bombardeiros e os bombardeiros de mergulho puderam operar na plenitude.
De acordo com o historiador Stevan K. Pavlowitch, o bombardeamento de Belgrado durou três dias. Outras fontes indicam que a batalha aérea nos céus de Belgrado durou apenas dois dias devido às péssimas condições atmosféricas que apareceram no dia 8 de Abril. A instituição cultural mais importante que foi destruída foi a Biblioteca Nacional da Sérvia, que foi atingida por bombas, tendo depois deflagrado um incêndio. Centenas de milhares de volumes, livros raros, mapas e manuscritos medievais foram destruídos nos incêndios. Outro local público atingido, o Zoológico de Belgrado, forçou os animais a fugirem pelas ruas. As imagens mais detalhadas do ataque a Belgrado foi feita pelo cineasta J. B. TANKO que levou os originais da filmagem para a Alemanha e trabalhou para o regime nazista através do ReichFilmKammer e ao fim do conflito emigrou para o Brasil no ano de 1948.

## Retaliação britânica
O Esquadrão N.º 37 da Real Força Aérea realizou duas missões de bombardeamento contra a cidade de Sofia, a capital da Bulgária, em retaliação pelo bombardeamento de Belgrado. Operando bombardeiros Vickers Wellington a partir de um aeródromo na Grécia, o esquadrão realizou ataques de bombardeamento entre os dias 6 e 7 e os dias 12 e 13 de Abril, lançando cerca de 30 toneladas de bombas altamente explosivas em alvos como caminhos de ferro e áreas residenciais. Estes ataques foram realizados apesar de o Reino Unido não estar em guerra com a Bulgária, porém naquele mesmo ano, no dia 12 de Dezembro, ambos os países entraram formalmente em guerra.

## Rescaldo da operação

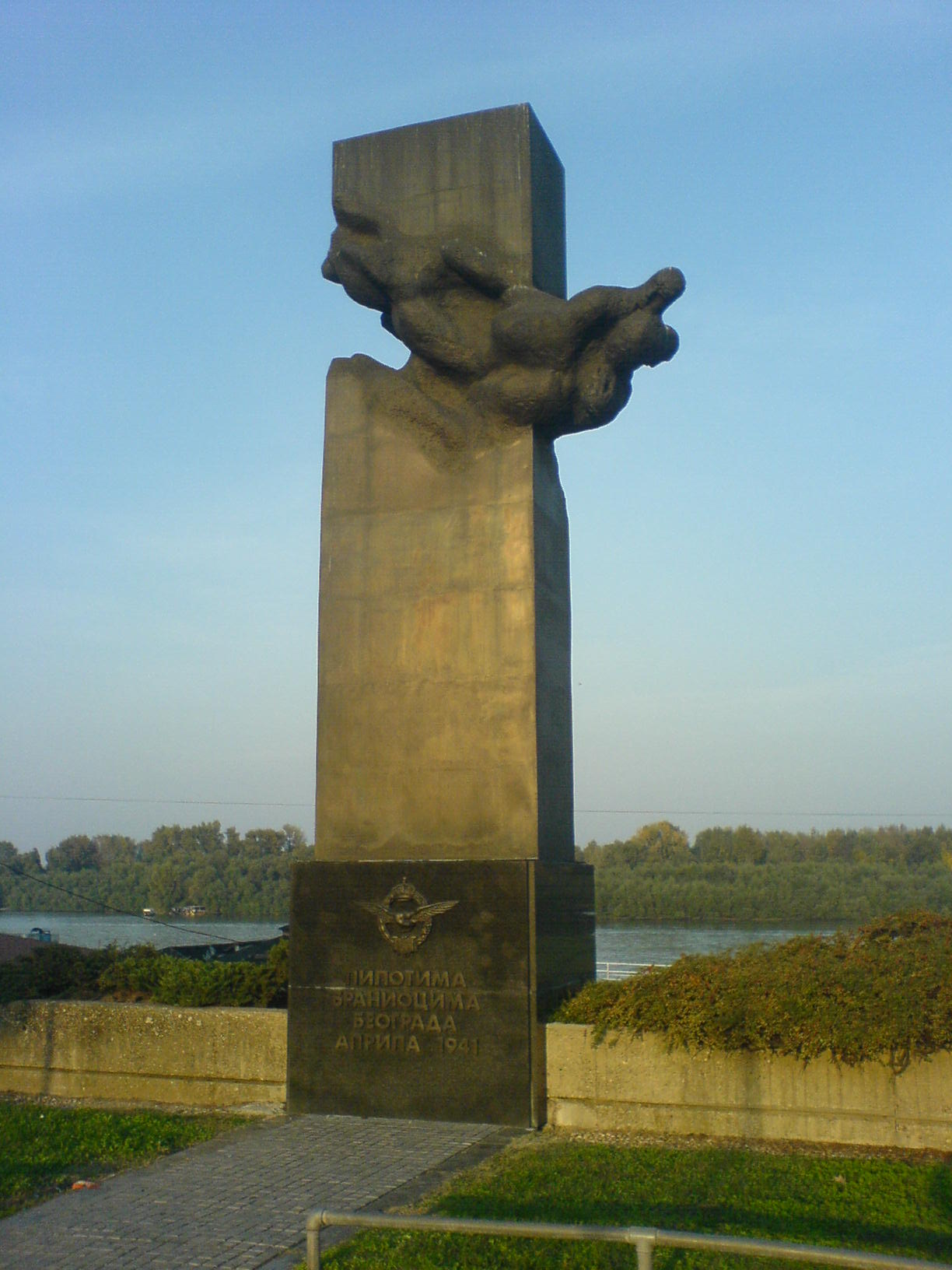
Monumento em memória à Real Força Aérea Jugoslava que defendeu a cidade de Belgrado, localizado em Nova Belgrado

O bombardeamento de Belgrado paralisou as comunicações entre as unidades militares jugoslavas e os respectivos quarteis-generais, e contribuiu decisivamente para o rápido colapso da resistência jugoslava. As baixas civis foram significativas, contudo as fontes variam de 1500 até 17 000 mortos. A estimativa oficial publicada pouco após o bombardeamento apresentava que 2271 civis haviam perecido. Outras fontes mencionam também entre 5 000 e 10 000 mortos. Em contraste, o professor Jozo Tomasevich escreveu que as estimativas que apresentavam grandes números de baixas foram reduzidas depois de uma cuidadosa investigação no pós-guerra, que acabou por indicar que haviam perecido entre 3 000 a 4 000 civis.
Depois da rendição jugoslava, os engenheiros da Luftwaffe realizaram uma avaliação dos danos causados em Belgrado. O relatório apresentava que cerca de 215 toneladas de bombas haviam sido lançadas, das quais entre 10 a 14 porcento eram incendiárias. Este relatório também listava o alvo das bombas, que incluía o palácio real, o ministério de guerra, quarteis generais, a central de correios, a central de telégrafos, estações ferroviárias de bens e passageiros, centrais de energia e quarteis. Também mencionava que sete minas aéreas haviam sido lançadas, e que as zonas centro e noroeste da cidade haviam sido destruídas em cerca de 20 a 25% da sua área total. Alguns aspectos do bombardeamento ficaram sem explicação, como o lançamento de minas aéreas. Em contraste, Pavlowitch relatou que quase 50% das habitações de Belgrado ficaram destruídas. Depois da invasão, os alemães forçaram entre 3 500 a 4 000 judeus a limpar os detritos causados pelos bombardeamentos.
Löhr foi capturado pelos partisans jugoslavos no dia 9 de Maio de 1945, escapou e foi re-capturado a 13 de Maio. Foi intensivamente interrogado e julgado num tribunal marcial jugoslavo por uma série de crimes de guerra, um dos quais o comando da Luftflotte IV durante a Operação Retribuição. Foi condenado à morte e executado.